# جيمس وايت (لاعب كرة قدم)
جيمس وايت (بالإنجليزية: James White)‏ (21 أغسطس 1899 في المملكة المتحدة - 1 أغسطس 1983 بمقاطعة بريستول في المملكة المتحدة) هو لاعب كرة قدم بريطاني (وحمل سابقاً جنسية المملكة المتحدة لبريطانيا العظمى وأيرلندا) في مركز الهجوم. لعب مع فول ريفر ماركسمين ونادي ماذرويل ونيو بيدفورد ويلرز وNew York Yankees (soccer) ‏ وميدستون يونايتد وBrookhattan ‏ ونادي ألبيون روفرز.

## وصلات خارجية
- جيمس وايت على موقع قاعدة بيانات كرة القدم.إي يو (الإنجليزية)
- جيمس وايت على موقع قاعدة بيانات كرة القدم.إي يو (الإنجليزية)